# اینجا هیچ‌کس نمی‌تواند زندگی کند
اینجا هیچ‌کس نمی‌تواند زندگی کند (انگلیسی: Aquí no hay quien viva) یک سریال کمدی تلویزیونی اسپانیایی است که به زندگی ساکنان ساختمان خیالی واقع در آدرس دسنگانیو ۲۱ در مرکز مادرید می‌پردازد. این سریال نخستین بار از شبکه آنتنا ۳ پخش شد و بعداً توسط همان شبکه و همچنین کانال‌های کابلی/ماهواره‌ای نئوکس و پارامونت کمدی بازپخش شد. کانال ماهواره‌ای «آنتنا ۳ اینترناسیونال» این سریال را برای آمریکای لاتین پخش می‌کند. سریال در سال ۲۰۰۳ آغاز شد و به دلیل شخصیت‌های سرگرم‌کننده، فیلمنامه هوشمندانه و توانایی در تلفیق و شوخی با مسائل معاصر محبوبیت پیدا کرد؛ این برنامه به شکلی تند و کنایه‌آمیز بسیاری از الگوهای رفتاری موجود در جامعه اسپانیا را به تصویر می‌کشد.
در سال ۲۰۰۶، رقیب آنتنا ۳، شبکه تله‌سینکو، ۱۵ درصد سهام شرکت میرامون مِندی، تولیدکننده سریال، را خریداری کرد. قرارداد میرامون با آنتنا ۳ در ژوئن ۲۰۰۶ منقضی شد و تمدید نشد، که منجر به پایان سریال شد، زیرا قراردادهای بازیگران آن‌ها را به شرکت تولیدکننده متعهد می‌کرد، نه به شبکه پخش‌کننده. سپس میرامون مِندی این مفهوم را برای شبکه تله‌سینکو با بازیگران مشابه، محیطی حومه شهری و شخصیت‌ها و داستان‌های کاملاً جدید بازسازی کرد. سریال دردسر قریب‌الوقوع در ۲۲ آوریل ۲۰۰۷ آغاز به پخش کرد. در سال ۲۰۲۱، نتفلیکس اعلام کرد که این سریال را به فهرست خود اضافه کرده است.

## گزیدهٔ بازیگران
- ماریا آدانس
- مالنا آلتریو
- یوشبا آپوآلاسا
- کارمن بالاگه
- ماریبی بیلبائو
- بئاتریس کارباخال
- آدریا کویادو
- کوک
- ژما کوئربو
- خوان دیاس پاردیرو
- الیسا درابن
- ادواردو گارسیا
- خوزه لوئیس خیل
- ادواردو گومس
- الیو گونسالس
- دانیل گوسمان
- اوا ایسانتا
- لولس لئون
- دیه‌گو مارتین
- لوئیس مرلو
- سوفیا نی‌یتو
- ایسابل ارداس
- گی‌یرمو اوتگا
- لائورا پامپلونا
- اما پنه‌یا
- سانتیاگو راموس
- وانسا رومرو
- دانیل روبیو
- روبرتو سان مارتین
- فرناندو تخه‌رو